# El Parrón (station)
El Parrón är en tunnelbanestation i tunnelbanesystemet Metro de Santiago i Santiago i Chile. Nästföljande station i riktning mot Vespucio Norte är Lo Ovalle och i riktning mot La Cisterna är det ändstationen La Cisterna.